# Corydalis heterocarpa
Corydalis heterocarpa là một loài thực vật có hoa trong họ Anh túc. Loài này được Siebold & Zucc. mô tả khoa học đầu tiên năm 1843.

## Hình ảnh

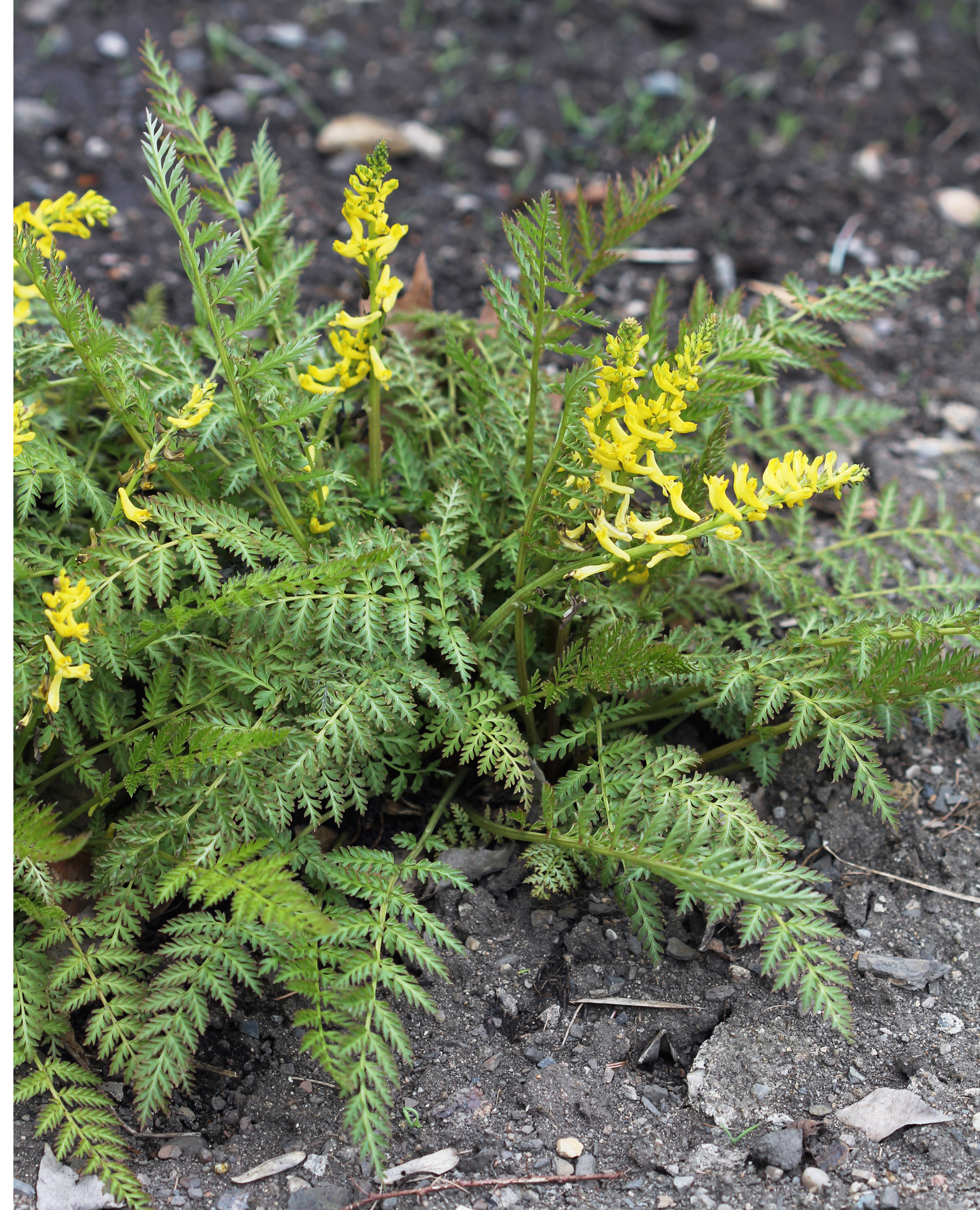
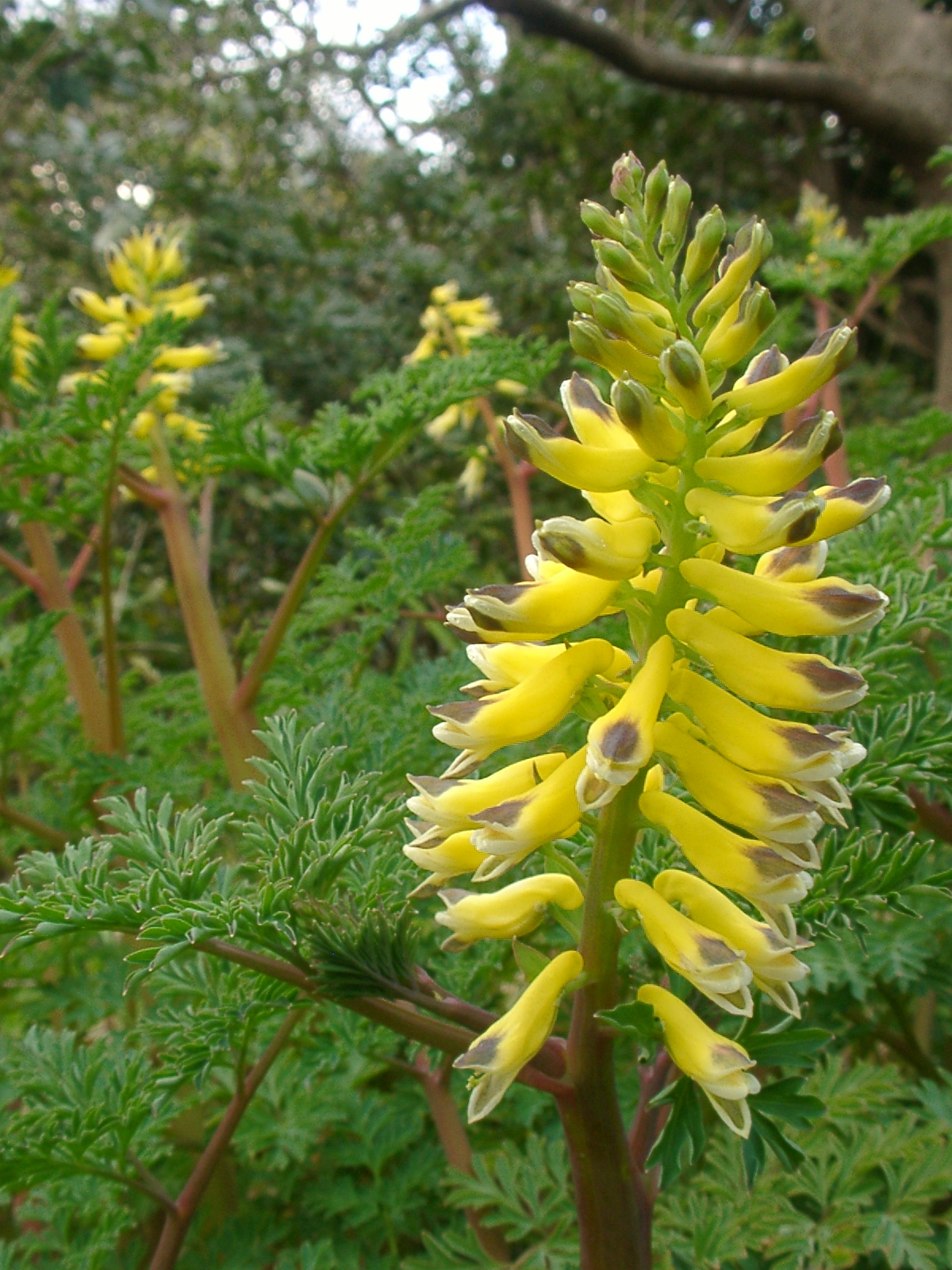
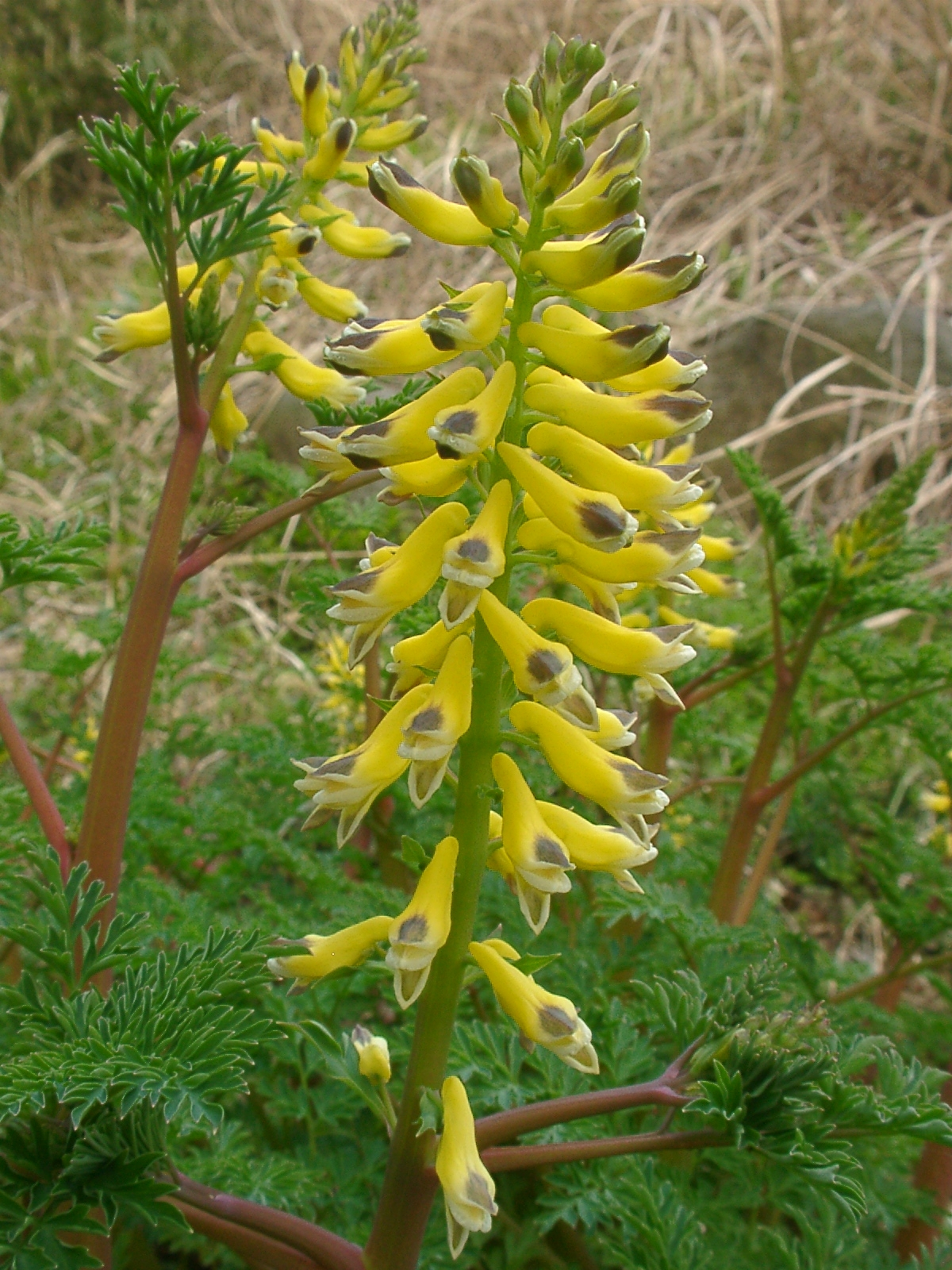
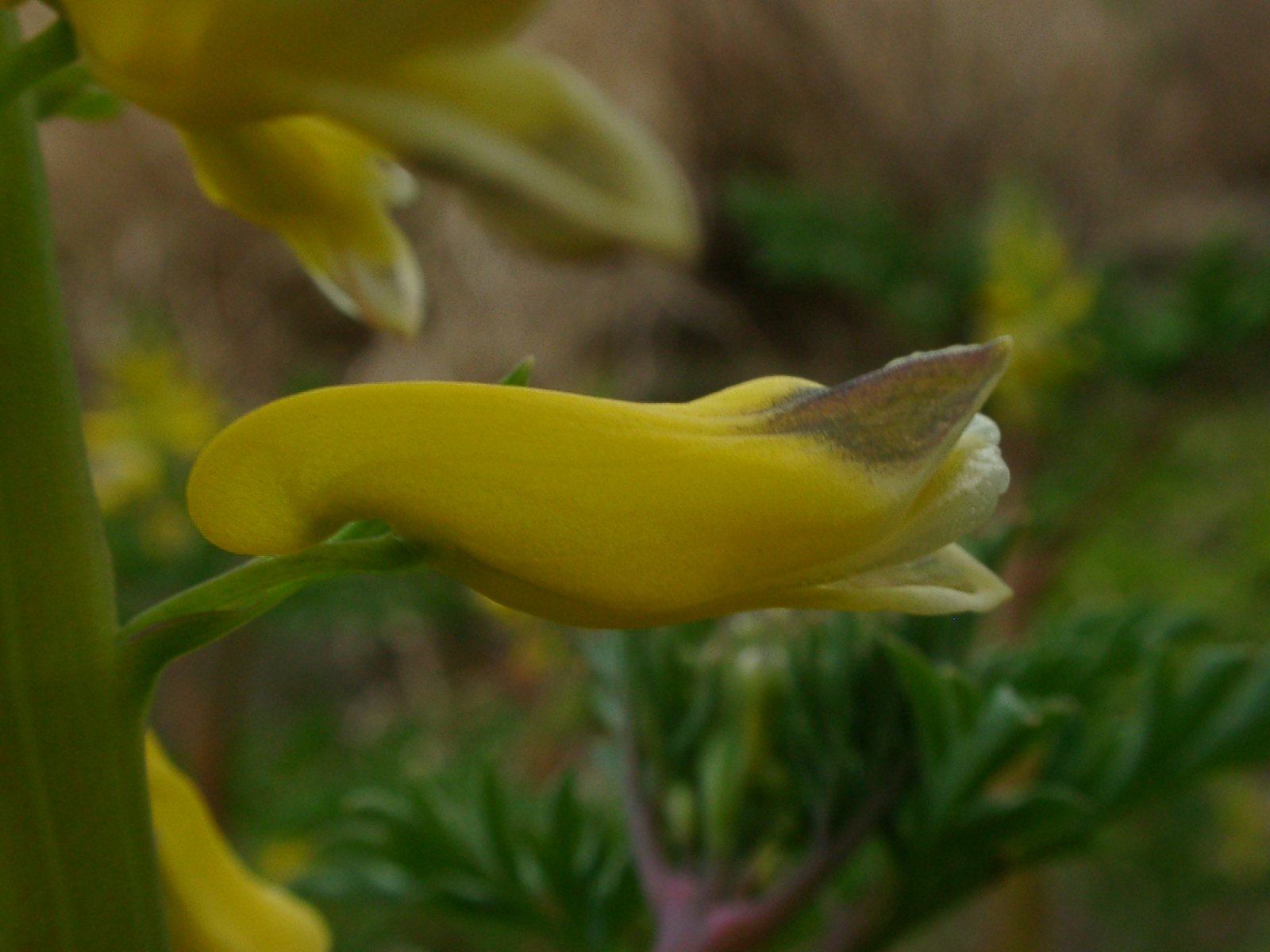